# Conocephalus flavus
Conocephalus flavus är en insektsart som först beskrevs av Ludwig Redtenbacher 1891.  Conocephalus flavus ingår i släktet Conocephalus och familjen vårtbitare. Inga underarter finns listade i Catalogue of Life.